# 欧布道瓦尔
欧布道瓦尔，是匈牙利维斯普雷姆州所辖的一个村，总面积3.23平方公里，总人口58，人口密度18.0人/平方公里（2010年1月1日）。